# Choreeg

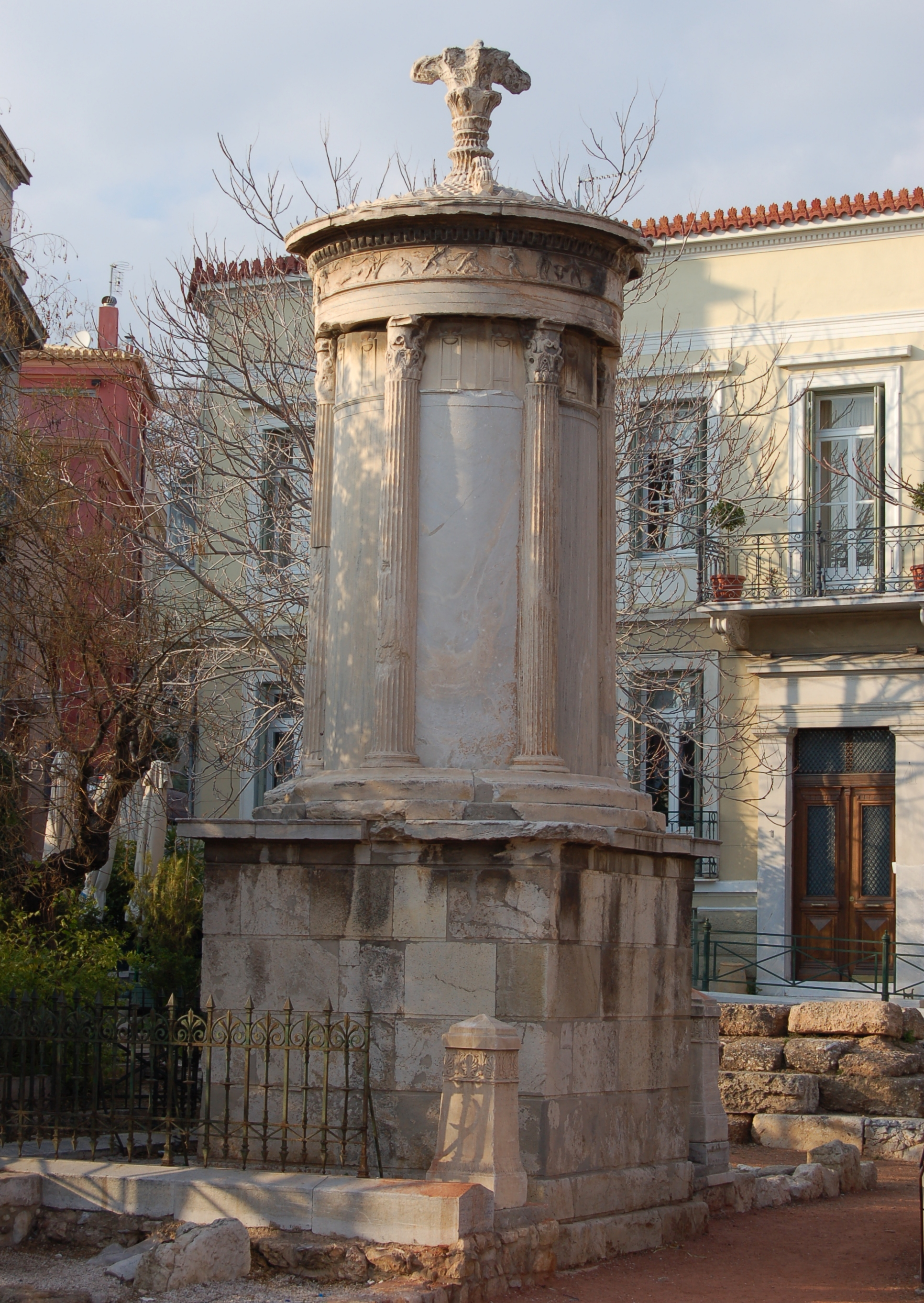
Het monument van Lysicrates werd opgericht door de choreeg Lysicrates

In de glorietijd van het oude Athene werden de onkosten van de opvoering van tragedies (salaris v.d. acteurs, kostumering en decors, ...) in de regel gedragen door officieel daartoe aangestelde rijke burgers (die deze sponsoring op zich namen als vorm van belasting).
Dit gebruik werd choregie genoemd, en kaderde in de ruimere context van de leitourgia (= dienst aan het volk), een dienst ten bate van de gemeenschap waartoe rijken verplicht werden (een ander voorbeeld was het uitrusten van een oorlogsschip).
De betalende burger (de choreeg) en de acteurs deelden in de eer en de beloningen van de zegevierende dichter. Daarvan getuigt bijvoorbeeld het choregische monument ter ere van de choreeg Lysicrates in de Atheense Pláka-wijk.